# Mattia De Sciglio
Mattia De Sciglio (Milano, 20 ottobre 1992) è un calciatore italiano, difensore svincolato.

## Caratteristiche tecniche
Dopo gli esordi da difensore centrale nelle giovanili del Milan, nel prosieguo di carriera si è stabilizzato nel ruolo di terzino su entrambe le fasce, nonostante sia un destro naturale; all'occorrenza può agire anche da esterno di centrocampo in entrambe le fasce o, in fase di attacco, da falso terzino avanzando a interno.

## Carriera

### Club

#### Gli inizi, Milan

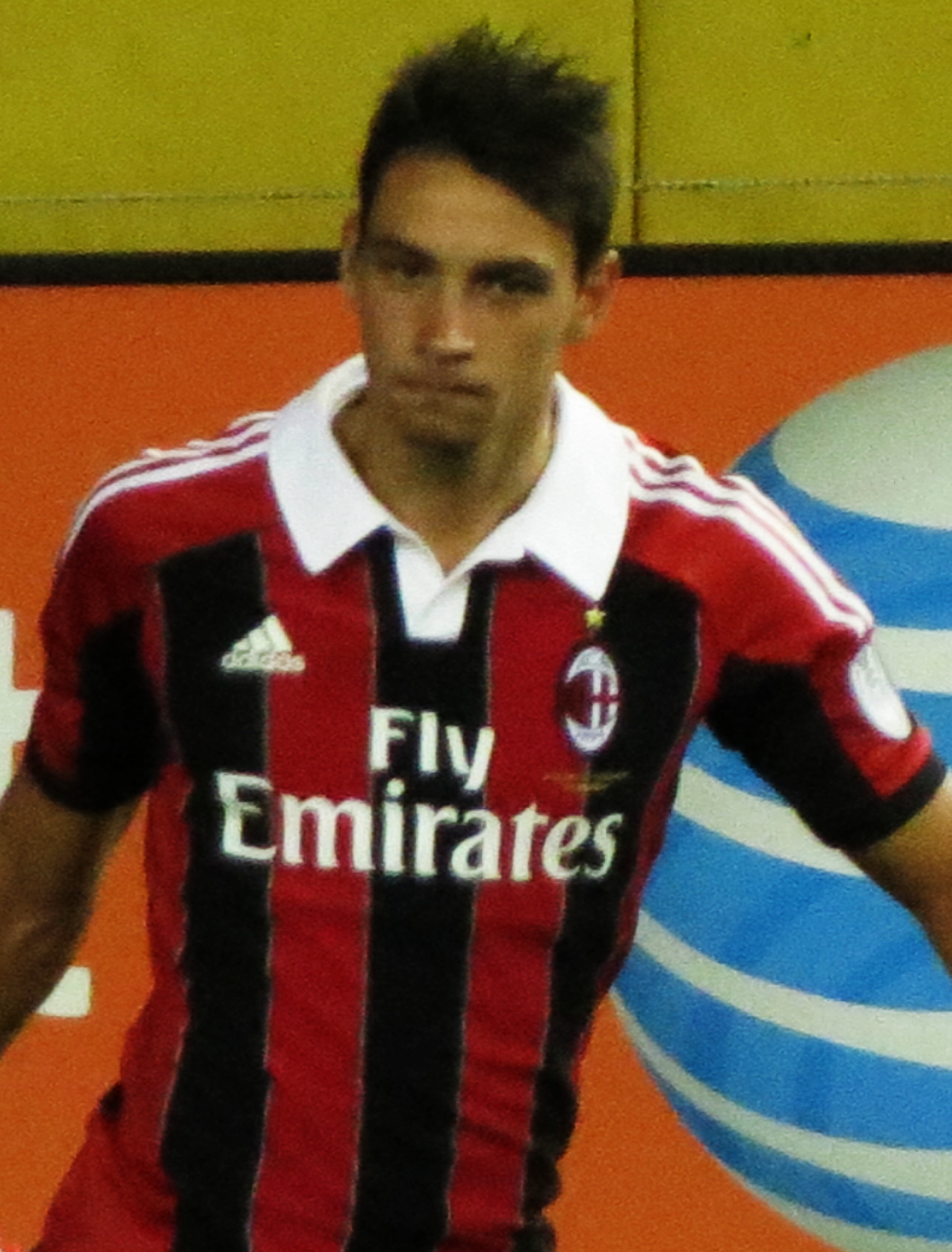
De Sciglio al Milan nel 2012

Inizia a giocare a calcio nella squadra dell'oratorio Santa Chiara e San Francesco di Pontesesto, una frazione di Rozzano. Nella stagione 2001-2002 gioca con il Cimiano nella categoria Pulcini e nel 2002, a 10 anni, passa nelle giovanili del Milan. Dopo aver giocato in tutte le categorie giovanili dei rossoneri dagli Esordienti agli Allievi Nazionali, nel 2009 passa nella formazione Primavera con cui vince la Coppa Italia 2009-2010 contro il Palermo.
Nella stagione 2011-2012 viene promosso nella prima squadra di Massimiliano Allegri. Esordisce con i rossoneri e nelle competizioni UEFA per club il 28 settembre 2011, a 18 anni, nella partita valevole per la fase a gironi della Champions League giocata a San Siro contro i cechi del Viktoria Plzeň, subentrando a Ignazio Abate all'87º minuto. Il 6 dicembre 2011, nella gara di ritorno sempre contro il Viktoria Plzeň, a qualificazione già acquisita, gioca la sua prima partita da titolare e rimane in campo per 90 minuti. Il 10 aprile 2012 esordisce in Serie A, giocando dal primo minuto la trasferta della 32ª giornata contro il Chievo, gara vinta dai rossoneri per 1-0. Termina la sua prima stagione con la società milanese con 3 presenze in Serie A e 2 in Champions League.
Viene quindi confermato in prima squadra per la stagione 2012-2013, in cui, dopo la partenza di Taye Taiwo, decide di indossare la maglia numero 2. Con il passare delle giornate diventa sempre più un titolare fisso, inanellando ottime prestazioni sia sulla fascia destra che su quella sinistra. Conclude la sua seconda stagione in rossonero con 33 presenze totali, di cui 27 in Serie A (partendo per 25 dal primo minuto), 5 in Champions League e 1 in Coppa Italia.
All'inizio della stagione successiva si è infortunato al ginocchio sinistro: prima una distorsione durante il ritiro estivo e poi all'inizio di settembre del 2013 una lesione a manico di secchia del menisco mediale. A seguito dell'operazione è stato fermo per circa due mesi e, dopo aver giocato la partita di campionato contro la Lazio del 30 ottobre 2013, per tutto il successivo mese di novembre a causa di un'infiammazione al ginocchio precedentemente operato.
Anche la stagione 2014-2015 è caratterizzata da numerosi problemi fisici che impediscono a De Sciglio di trovare continuità. Ottiene infatti solo 17 presenze in campionato. Il 3 maggio 2015, nella partita Napoli-Milan, viene espulso dopo appena 43 secondi, ottenendo il primato di calciatore espulso più velocemente nella Serie A a inizio partita (il record assoluto spetta invece a Paolo Ammoniaci, espulso in Roma-Lazio del 18 marzo 1979, dopo essere stato presente in campo soltanto per 2 secondi a gioco fermo).
Indossa per la prima volta la fascia di capitano del Milan il 27 settembre 2015 nel corso di Genoa-Milan (1-0), valida per la sesta giornata del campionato di Serie A 2015-2016, in seguito all'uscita dal campo di Riccardo Montolivo e all'assenza di altri giocatori. Il 6 marzo 2016 raggiunge le 100 presenze con la maglia del Milan, nella partita di campionato persa 2-0 contro il Sassuolo al Mapei Stadium. Conclude la sua quinta stagione in prima squadra, nella quale totalizza 29 presenze totali, disputando da titolare la finale di Coppa Italia, persa 1-0 contro la Juventus.
La stagione seguente vince il suo primo trofeo come professionista, la Supercoppa italiana 2016, nella partita vinta ai rigori contro la Juventus il 23 dicembre 2016 a Doha. In questa occasione indossa anche la fascia di capitano dopo l'uscita dal campo di Abate. La stagione termina con il 6º posto, che dopo 3 anni permette al Milan di qualificarsi per le coppe europee.
La sua esperienza al Milan, dopo il settore giovanile e 6 stagioni in prima squadra, si conclude con 133 presenze totali, di cui 110 in Serie A.

#### Juventus

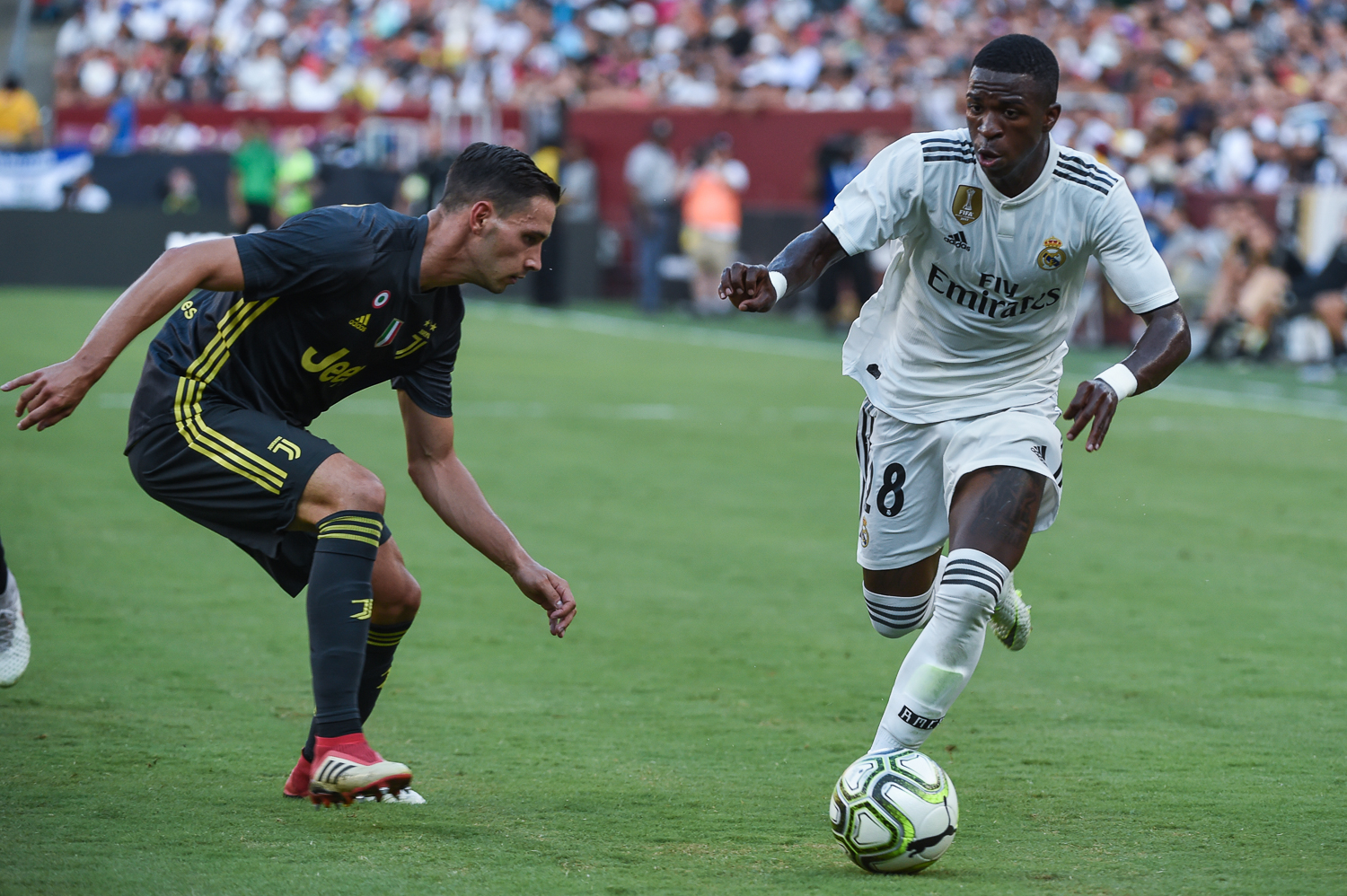
De Sciglio (a sinistra) alla Juventus, mentre fronteggia il madridista Vinícius Júnior durante un'amichevole nel precampionato 2018-2019.

Il 20 luglio 2017 passa a titolo definitivo alla Juventus, per 12 milioni di euro; a Torino ritrova in panchina Allegri, colui che l'aveva lanciato al Milan. Esordisce in maglia bianconera il 13 agosto 2017, subentrando nel secondo tempo della partita di Supercoppa italiana persa 3-2 contro la Lazio allo stadio Olimpico di Roma. Il 12 settembre 2017 esordisce in Champions League con la maglia bianconera, giocando titolare nella prima partita della fase a gironi, persa 0-3 contro il Barcellona al Camp Nou; nel corso della gara contro i blaugrana rimedia una lesione all'articolazione tibio-peroneale che lo terrà fuori per due mesi. Il 26 novembre 2017 realizza il suo primo gol tra i professionisti, nella partita di campionato contro il Crotone vinta per 3-0 all'Allianz Stadium. A fine stagione, conquista il primo scudetto e la prima Coppa Italia con la maglia della Juventus.
Nella sua seconda stagione con la Juventus, anche a causa dell'infortunio del titolare João Cancelo, acquista maggiore spazio in squadra. Il 16 gennaio 2019, senza scendere in campo, vince la sua terza Supercoppa italiana grazie alla vittoria sul Milan, sua ex squadra, per 1-0. Il 20 aprile, dopo il 2-1 alla Fiorentina, vince il suo secondo scudetto di fila con i colori bianconeri.
Nella stagione 2019-2020, il suo apporto è limitato alla causa bianconera, anche per causa di un lungo infortunio al bicipite femorale: tuttavia a fine stagione conquista il suo terzo scudetto consecutivo con i torinesi.

#### Prestito all'Olympique Lione, ritorno alla Juventus

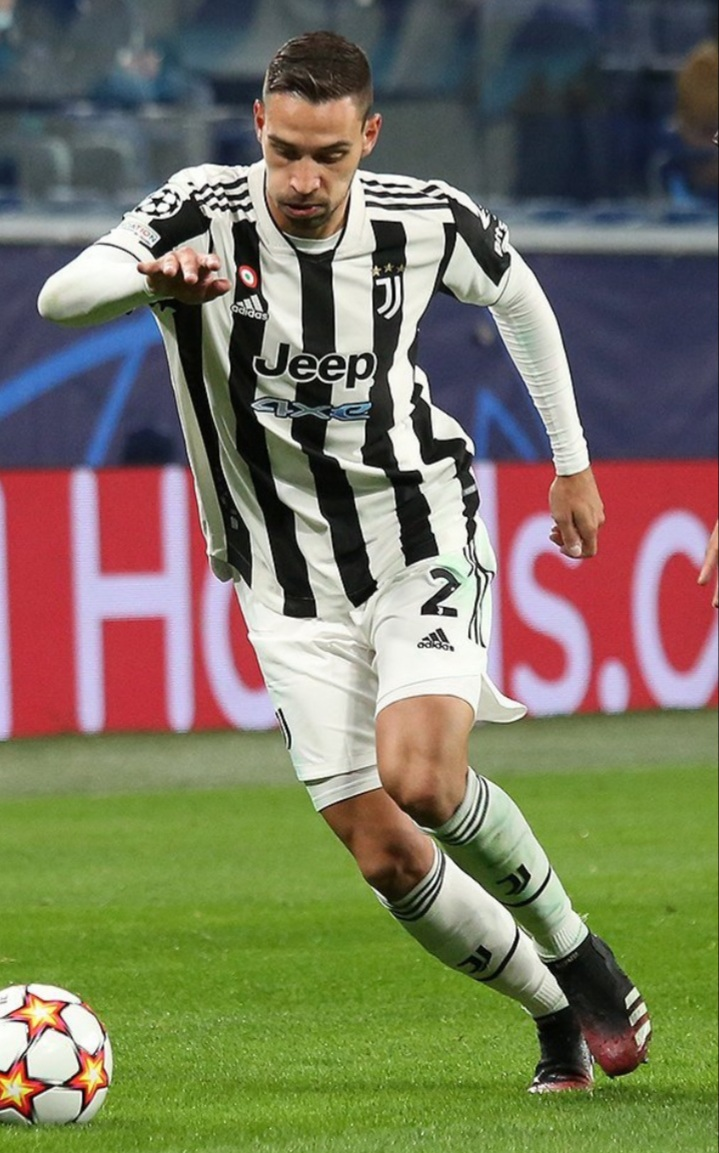
De Sciglio nel 2021, durante la sua seconda esperienza juventina.

Il 5 ottobre 2020 viene ceduto in prestito all'Olympique Lione. Debutta con i francesi il 18 ottobre successivo, subentrando a gara in corso nella vittoria in trasferta per 3-2 contro lo Strasburgo. A Lione ritrova una buona continuità di rendimento, totalizzando 33 presenze stagionali.
Dopo la parentesi in Francia, nell'estate del 2021 viene richiamato in pianta stabile alla Juventus, dove ritrova per la terza volta in carriera Allegri, anche lui di ritorno in bianconero. Non trova molto spazio in avvio di stagione, anche a causa di un ennesimo infortunio, ma ha comunque modo di mettersi in evidenza con un paio di assist decisivi nelle vittorie in Serie A, nel big match interno contro la Roma, e in Champions League, sul terreno dello Zenit San Pietroburgo. Il 9 gennaio 2022 trova la sua seconda rete in carriera, quella del definitivo 3-4 che vale il successo esterno ancora contro la Roma.
Nel maggio del 2023 viene sottoposto a un intervento chirurgico di ricostruzione del legamento crociato anteriore del ginocchio destro dopo essersi infortunato durante una partita di campionato. Torna in campo il 30 marzo 2024 giocando da titolare la gara persa con la Lazio per 1-0; questa rimane la sua unica presenza in stagione al termine della quale finisce ai margini della rosa dopo l’addio di Allegri e l’arrivo di Thiago Motta, il quale decide di non convocarlo per il ritiro estivo.

#### Prestito all'Empoli
Il 29 agosto 2024, De Sciglio viene ceduto in prestito all'Empoli fino al termine della stagione. Il 20 settembre seguente esordisce nelle file dei toscani nella vittoria in casa del Cagliari, subentrando all'89' ad Emmanuel Gyasi. Il 2 febbraio 2025 trova la sua prima rete con la maglia dell'Empoli, in occasione di Juventus-Empoli, proprio contro la sua ex squadra, portando momentaneamente in vantaggio gli azzurri, nella partita poi vinta dai bianconeri per 4-1. In totale colleziona 19 presenze e una rete, non riuscendo tuttavia a salvare i toscani dalla retrocessione.
Ritornato alla Juventus, il 1º luglio 2025 rimane svincolato, andando in scadenza di contratto con i bianconeri.

### Nazionale

#### Nazionali giovanili
Nel 2010 entra a far parte dell'Under-19, con cui gioca 6 amichevoli e 2 partite di qualificazione all'Europeo di categoria del 2011 segnando un gol contro le Fær Øer.
Nel 2011 viene convocato in Under-20 dal commissario tecnico Luigi Di Biagio. Con questa selezione prende parte al Torneo Quattro Nazioni 2011-2012, nel quale disputa 5 partite, di cui 4 da titolare.
Viene selezionato per la prima volta in nazionale Under-21 dal commissario tecnico Ciro Ferrara, per partecipare all'amichevole contro la Scozia del 25 aprile 2012. A Edimburgo contro gli scozzesi esordisce con la maglia degli Azzurrini, sostituendo Giulio Donati nel corso del secondo tempo.

#### Nazionale maggiore
Il 10 agosto 2012 viene convocato per la prima volta in nazionale dal commissario tecnico Cesare Prandelli, in occasione di una partita amichevole contro l'Inghilterra; nella quale tuttavia non scende in campo. Esordisce in nazionale il 21 marzo 2013, a 20 anni, giocando dal primo minuto l'amichevole di Ginevra pareggiata per 2-2 contro il Brasile. Successivamente viene inserito nella lista dei 23 convocati per la Confederations Cup 2013. Nel corso del torneo disputa da titolare come terzino sinistro le 3 partite della fase a gironi e la finale per il 3º posto contro l'Uruguay, vinta dall'Italia ai calci di rigore nonostante il suo errore dal dischetto.
L'anno seguente partecipa al campionato del mondo 2014 in Brasile, dove per colpa di un infortunio viene schierato unicamente nella terza partita del girone, la sconfitta contro l'Uruguay (1-0) che sancisce l'eliminazione dell'Italia.
Con il selezionatore Antonio Conte partecipa alla fase finale del campionato d'Europa 2016 in Francia, dove ottiene quattro presenze. Nei quarti di finale contro la Germania trasforma l'ottavo calcio di rigore della sfida, che viene però persa dall'Italia. Di seguito, rimane nel giro della nazionale anche con il CT Ventura, con il quale ottiene 4 presenze nelle qualificazioni al campionato del mondo 2018. 
Viene convocato anche nella prima parte del ciclo del commissario tecnico Roberto Mancini, fino al 2019. 
Dopodiché, a distanza di due anni e mezzo dall'ultima volta, nel gennaio 2022 viene convocato per uno stage in vista degli spareggi per l'accesso al campionato del mondo 2022. Il successivo 29 marzo, a quasi tre anni dall'ultima presenza, scende in campo da titolare nella partita amichevole vinta per 3-2 a Konya contro la Turchia.
Conclude la sua esperienza in nazionale con 40 presenze.

## Statistiche

### Presenze e reti nei club
Statistiche aggiornate al 24 maggio 2025.
| Stagione        | Squadra         | Campionato      | Campionato | Campionato | Coppe nazionali | Coppe nazionali | Coppe nazionali | Coppe continentali | Coppe continentali | Coppe continentali | Altre coppe | Altre coppe | Altre coppe | Totale | Totale |
| Stagione        | Squadra         | Comp            | Pres       | Reti       | Comp            | Pres            | Reti            | Comp               | Pres               | Reti               | Comp        | Pres        | Reti        | Pres   | Reti   |
| --------------- | --------------- | --------------- | ---------- | ---------- | --------------- | --------------- | --------------- | ------------------ | ------------------ | ------------------ | ----------- | ----------- | ----------- | ------ | ------ |
| 2011-2012       | Milan           | A               | 3          | 0          | CI              | 0               | 0               | UCL                | 2                  | 0                  | SI          | 0           | 0           | 5      | 0      |
| 2012-2013       | Milan           | A               | 27         | 0          | CI              | 1               | 0               | UCL                | 5                  | 0                  | -           | -           | -           | 33     | 0      |
| 2013-2014       | Milan           | A               | 16         | 0          | CI              | 2               | 0               | UCL                | 3                  | 0                  | -           | -           | -           | 21     | 0      |
| 2014-2015       | Milan           | A               | 17         | 0          | CI              | 1               | 0               | -                  | -                  | -                  | -           | -           | -           | 18     | 0      |
| 2015-2016       | Milan           | A               | 22         | 0          | CI              | 7               | 0               | -                  | -                  | -                  | -           | -           | -           | 29     | 0      |
| 2016-2017       | Milan           | A               | 25         | 0          | CI              | 1               | 0               | -                  | -                  | -                  | SI          | 1           | 0           | 27     | 0      |
| Totale Milan    | Totale Milan    | Totale Milan    | 110        | 0          |                 | 12              | 0               |                    | 10                 | 0                  |             | 1           | 0           | 133    | 0      |
| 2017-2018       | Juventus        | A               | 12         | 1          | CI              | 1               | 0               | UCL                | 6                  | 0                  | SI          | 1           | 0           | 20     | 1      |
| 2018-2019       | Juventus        | A               | 22         | 0          | CI              | 2               | 0               | UCL                | 4                  | 0                  | SI          | 0           | 0           | 28     | 0      |
| 2019-2020       | Juventus        | A               | 9          | 0          | CI              | 1               | 0               | UCL                | 2                  | 0                  | SI          | 1           | 0           | 13     | 0      |
| set. 2020       | Juventus        | A               | 1          | 0          | CI              | 0               | 0               | UCL                | 0                  | 0                  | SI          | 0           | 0           | 1      | 0      |
| 2020-2021       | Olympique Lione | L1              | 29         | 0          | CF              | 4               | 0               | -                  | -                  | -                  | -           | -           | -           | 33     | 0      |
| 2021-2022       | Juventus        | A               | 20         | 1          | CI              | 4               | 0               | UCL                | 4                  | 0                  | SI          | 1           | 0           | 29     | 1      |
| 2022-2023       | Juventus        | A               | 17         | 0          | CI              | 2               | 0               | UCL+UEL            | 3+3                | 0                  | -           | -           | -           | 25     | 0      |
| 2023-2024       | Juventus        | A               | 1          | 0          | CI              | 0               | 0               | -                  | -                  | -                  | -           | -           | -           | 1      | 0      |
| Totale Juventus | Totale Juventus | Totale Juventus | 82         | 2          |                 | 10              | 0               |                    | 22                 | 0                  |             | 3           | 0           | 117    | 2      |
| 2024-2025       | Empoli          | A               | 16         | 1          | CI              | 3               | 0               | -                  | -                  | -                  | -           | -           | -           | 19     | 1      |
| Totale carriera | Totale carriera | Totale carriera | 237        | 3          |                 | 29              | 0               |                    | 32                 | 0                  |             | 4           | 0           | 302    | 3      |

### Cronologia presenze e reti in nazionale
| Cronologia completa delle presenze e delle reti in nazionale ― Italia | Cronologia completa delle presenze e delle reti in nazionale ― Italia | Cronologia completa delle presenze e delle reti in nazionale ― Italia | Cronologia completa delle presenze e delle reti in nazionale ― Italia | Cronologia completa delle presenze e delle reti in nazionale ― Italia | Cronologia completa delle presenze e delle reti in nazionale ― Italia | Cronologia completa delle presenze e delle reti in nazionale ― Italia | Cronologia completa delle presenze e delle reti in nazionale ― Italia |
| Data                                                                  | Città                                                                 | In casa                                                               | Risultato                                                             | Ospiti                                                                | Competizione                                                          | Reti                                                                  | Note                                                                  |
| --------------------------------------------------------------------- | --------------------------------------------------------------------- | --------------------------------------------------------------------- | --------------------------------------------------------------------- | --------------------------------------------------------------------- | --------------------------------------------------------------------- | --------------------------------------------------------------------- | --------------------------------------------------------------------- |
| 21-3-2013                                                             | Ginevra                                                               | Italia                                                                | 2 – 2                                                                 | Brasile                                                               | Amichevole                                                            | -                                                                     | 74’                                                                   |
| 26-3-2013                                                             | Ta' Qali                                                              | Malta                                                                 | 0 – 2                                                                 | Italia                                                                | Qual. Mondiali 2014                                                   | -                                                                     |                                                                       |
| 31-5-2013                                                             | Bologna                                                               | Italia                                                                | 4 – 0                                                                 | San Marino                                                            | Amichevole                                                            | -                                                                     | 46’                                                                   |
| 11-6-2013                                                             | Rio de Janeiro                                                        | Italia                                                                | 2 – 2                                                                 | Haiti                                                                 | Amichevole                                                            | -                                                                     |                                                                       |
| 16-6-2013                                                             | Rio de Janeiro                                                        | Messico                                                               | 1 – 2                                                                 | Italia                                                                | Conf. Cup 2013 - 1º turno                                             | -                                                                     |                                                                       |
| 19-6-2013                                                             | Recife                                                                | Italia                                                                | 4 – 3                                                                 | Giappone                                                              | Conf. Cup 2013 - 1º turno                                             | -                                                                     |                                                                       |
| 22-6-2013                                                             | Salvador                                                              | Italia                                                                | 2 – 4                                                                 | Brasile                                                               | Conf. Cup 2013 - 1º turno                                             | -                                                                     |                                                                       |
| 30-6-2013                                                             | Salvador                                                              | Uruguay                                                               | 2 – 2 dts (2 – 3 dtr)                                                 | Italia                                                                | Conf. Cup 2013 - Finale 3º posto                                      | -                                                                     |                                                                       |
| 5-3-2014                                                              | Madrid                                                                | Spagna                                                                | 1 – 0                                                                 | Italia                                                                | Amichevole                                                            | -                                                                     | 46’                                                                   |
| 31-5-2014                                                             | Londra                                                                | Italia                                                                | 0 – 0                                                                 | Irlanda                                                               | Amichevole                                                            | -                                                                     |                                                                       |
| 4-6-2014                                                              | Perugia                                                               | Italia                                                                | 1 – 1                                                                 | Lussemburgo                                                           | Amichevole                                                            | -                                                                     |                                                                       |
| 24-6-2014                                                             | Natal                                                                 | Italia                                                                | 0 – 1                                                                 | Uruguay                                                               | Mondiali 2014 - 1º turno                                              | -                                                                     | 77’                                                                   |
| 4-9-2014                                                              | Bari                                                                  | Italia                                                                | 2 – 0                                                                 | Paesi Bassi                                                           | Amichevole                                                            | -                                                                     | 73’                                                                   |
| 9-9-2014                                                              | Oslo                                                                  | Norvegia                                                              | 0 – 2                                                                 | Italia                                                                | Qual. Euro 2016                                                       | -                                                                     |                                                                       |
| 10-10-2014                                                            | Palermo                                                               | Italia                                                                | 2 – 1                                                                 | Azerbaigian                                                           | Qual. Euro 2016                                                       | -                                                                     |                                                                       |
| 16-11-2014                                                            | Milano                                                                | Italia                                                                | 1 – 1                                                                 | Croazia                                                               | Qual. Euro 2016                                                       | -                                                                     |                                                                       |
| 12-6-2015                                                             | Spalato                                                               | Croazia                                                               | 1 – 1                                                                 | Italia                                                                | Qual. Euro 2016                                                       | -                                                                     | 27’                                                                   |
| 16-6-2015                                                             | Ginevra                                                               | Italia                                                                | 0 – 1                                                                 | Portogallo                                                            | Amichevole                                                            | -                                                                     | 73’                                                                   |
| 6-9-2015                                                              | Palermo                                                               | Italia                                                                | 1 – 0                                                                 | Bulgaria                                                              | Qual. Euro 2016                                                       | -                                                                     |                                                                       |
| 10-10-2015                                                            | Baku                                                                  | Azerbaigian                                                           | 1 – 3                                                                 | Italia                                                                | Qual. Euro 2016                                                       | -                                                                     |                                                                       |
| 13-10-2015                                                            | Roma                                                                  | Italia                                                                | 2 – 1                                                                 | Norvegia                                                              | Qual. Euro 2016                                                       | -                                                                     |                                                                       |
| 13-11-2015                                                            | Bruxelles                                                             | Belgio                                                                | 3 – 1                                                                 | Italia                                                                | Amichevole                                                            | -                                                                     | 89’                                                                   |
| 13-6-2016                                                             | Lione                                                                 | Belgio                                                                | 0 – 2                                                                 | Italia                                                                | Euro 2016 - 1º turno                                                  | -                                                                     | 58’                                                                   |
| 22-6-2016                                                             | Lilla                                                                 | Italia                                                                | 0 – 1                                                                 | Irlanda                                                               | Euro 2016 - 1º turno                                                  | -                                                                     | 81’                                                                   |
| 27-6-2016                                                             | Saint-Denis                                                           | Italia                                                                | 2 – 0                                                                 | Spagna                                                                | Euro 2016 - Ottavi di finale                                          | -                                                                     | 24’                                                                   |
| 2-7-2016                                                              | Bordeaux                                                              | Germania                                                              | 1 – 1 dts (6 – 5 dtr)                                                 | Italia                                                                | Euro 2016 - Quarti di finale                                          | -                                                                     | 57’                                                                   |
| 1-9-2016                                                              | Bari                                                                  | Italia                                                                | 1 – 3                                                                 | Francia                                                               | Amichevole                                                            | -                                                                     | 59’                                                                   |
| 6-10-2016                                                             | Torino                                                                | Italia                                                                | 1 – 1                                                                 | Spagna                                                                | Qual. Mondiali 2018                                                   | -                                                                     |                                                                       |
| 9-10-2016                                                             | Skopje                                                                | Macedonia                                                             | 2 – 3                                                                 | Italia                                                                | Qual. Mondiali 2018                                                   | -                                                                     |                                                                       |
| 12-11-2016                                                            | Vaduz                                                                 | Liechtenstein                                                         | 0 – 4                                                                 | Italia                                                                | Qual. Mondiali 2018                                                   | -                                                                     |                                                                       |
| 24-3-2017                                                             | Palermo                                                               | Italia                                                                | 2 – 0                                                                 | Albania                                                               | Qual. Mondiali 2018                                                   | -                                                                     |                                                                       |
| 23-3-2018                                                             | Manchester                                                            | Italia                                                                | 0 – 2                                                                 | Argentina                                                             | Amichevole                                                            | -                                                                     |                                                                       |
| 27-3-2018                                                             | Londra                                                                | Inghilterra                                                           | 1 – 1                                                                 | Italia                                                                | Amichevole                                                            | -                                                                     |                                                                       |
| 28-5-2018                                                             | San Gallo                                                             | Italia                                                                | 2 – 1                                                                 | Arabia Saudita                                                        | Amichevole                                                            | -                                                                     | 88’                                                                   |
| 1-6-2018                                                              | Nizza                                                                 | Francia                                                               | 3 – 1                                                                 | Italia                                                                | Amichevole                                                            | -                                                                     |                                                                       |
| 4-6-2018                                                              | Torino                                                                | Italia                                                                | 1 – 1                                                                 | Paesi Bassi                                                           | Amichevole                                                            | -                                                                     | 59’                                                                   |
| 20-11-2018                                                            | Genk                                                                  | Italia                                                                | 1 – 0                                                                 | Stati Uniti                                                           | Amichevole                                                            | -                                                                     | 19’                                                                   |
| 8-6-2019                                                              | Atene                                                                 | Grecia                                                                | 0 – 3                                                                 | Italia                                                                | Qual. Euro 2020                                                       | -                                                                     | 68’                                                                   |
| 11-6-2019                                                             | Torino                                                                | Italia                                                                | 2 – 1                                                                 | Bosnia ed Erzegovina                                                  | Qual. Euro 2020                                                       | -                                                                     | 66’                                                                   |
| 29-3-2022                                                             | Konya                                                                 | Turchia                                                               | 2 – 3                                                                 | Italia                                                                | Amichevole                                                            | -                                                                     |                                                                       |
| Totale                                                                |                                                                       | Presenze                                                              | 40                                                                    |                                                                       | Reti                                                                  | 0                                                                     |                                                                       |

| Cronologia completa delle presenze e delle reti in nazionale ― Italia under 21 | Cronologia completa delle presenze e delle reti in nazionale ― Italia under 21 | Cronologia completa delle presenze e delle reti in nazionale ― Italia under 21 | Cronologia completa delle presenze e delle reti in nazionale ― Italia under 21 | Cronologia completa delle presenze e delle reti in nazionale ― Italia under 21 | Cronologia completa delle presenze e delle reti in nazionale ― Italia under 21 | Cronologia completa delle presenze e delle reti in nazionale ― Italia under 21 | Cronologia completa delle presenze e delle reti in nazionale ― Italia under 21 |
| Data                                                                           | Città                                                                          | In casa                                                                        | Risultato                                                                      | Ospiti                                                                         | Competizione                                                                   | Reti                                                                           | Note                                                                           |
| ------------------------------------------------------------------------------ | ------------------------------------------------------------------------------ | ------------------------------------------------------------------------------ | ------------------------------------------------------------------------------ | ------------------------------------------------------------------------------ | ------------------------------------------------------------------------------ | ------------------------------------------------------------------------------ | ------------------------------------------------------------------------------ |
| 25-4-2012                                                                      | Edimburgo                                                                      | Scozia under 21                                                                | 1 – 4                                                                          | Italia under 21                                                                | Amichevole                                                                     | -                                                                              |                                                                                |
| 6-9-2012                                                                       | Casarano                                                                       | Italia under 21                                                                | 7 – 0                                                                          | Liechtenstein under 21                                                         | Qual. Europeo Under-21 2013                                                    | -                                                                              |                                                                                |
| 12-10-2012                                                                     | Pescara                                                                        | Italia under 21                                                                | 1 – 0                                                                          | Svezia under 21                                                                | Qual. Europeo Under-21 2013                                                    | -                                                                              |                                                                                |
| 16-10-2012                                                                     | Kalmar                                                                         | Svezia under 21                                                                | 2 – 3                                                                          | Italia under 21                                                                | Qual. Europeo Under-21 2013                                                    | -                                                                              |                                                                                |
| 13-11-2012                                                                     | Siena                                                                          | Italia under 21                                                                | 1 – 3                                                                          | Spagna under 21                                                                | Amichevole                                                                     | -                                                                              |                                                                                |
| Totale                                                                         |                                                                                | Presenze                                                                       | 5                                                                              |                                                                                | Reti                                                                           | 0                                                                              |                                                                                |

## Palmarès

### Club

#### Competizioni giovanili
- Coppa Italia Primavera: 1

Milan: 2009-2010

#### Competizioni nazionali
- Supercoppa italiana: 3

Milan: 2011, 2016
Juventus: 2018
- Campionato italiano: 3

Juventus: 2017-2018, 2018-2019, 2019-2020
- Coppa Italia: 2

Juventus: 2017-2018, 2023-2024

### Individuale
- Gran Galà del calcio AIC: 1

Squadra dell'anno: 2013